# Grote Oost (Nederlands-Indië)

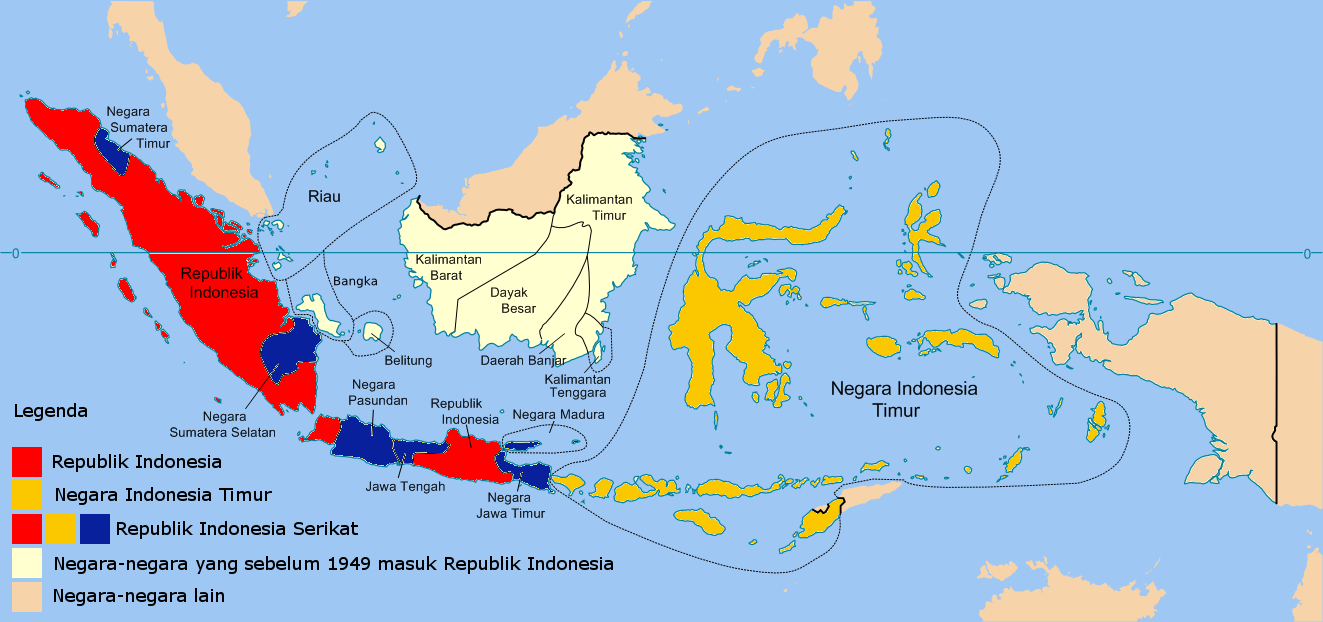
De in geel aangegeven deelstaat Oost-Indonesië toont de omvang van het gebied

De Grote Oost was een geografische regio in Nederlands-Indië. Het omvatte alle eilanden ten oosten van Java en het westen van Nieuw-Guinea. Vanaf 1938 was dit gebied een afzonderlijk gouvernement met de naam Groote Oost. De hoofdplaats van het gouvernement was Makassar op Celebes.
Tijdens de conferentie van Denpasar in 1946 werd de Grote Oost als Oost-Indonesië (Negara Indonesia Timoer) een van de deelstaten van de Verenigde Staten van Indonesië.